# Wetzlarer Evangeliumschor
Der Wetzlarer Evangeliumschor (auch: Evangeliumschor Wetzlar oder Wetzlarer Evangeliums-Chor) war in den 1960er und 1970er Jahren ein Chor der deutschen evangelikalen Musikszene unter der Leitung von Margret Birkenfeld. 
Auf Initiative des Verlegers Hermann Schulte als Chor seines Schallplattenverlags im Frühjahr 1964 ins Leben gerufen, versammelte der Wetzlarer Evangeliumschor eine überkonfessionelle Gesangsformation aus der näheren und weiteren Umgebung von Wetzlar. Zu seinen Sängern gehörten auch die Solisten Doris Loh und Martin Gerhard. Durch seine frequentierte Schallplattenproduktion zu einer engagierten Chorgemeinschaft zusammengewachsen, trat der Chor bald jedoch auch live zu Konzerten quer durchs damalige Deutschland auf. 
Mitte der 1970er Jahre schließlich löste sich der Chor durch Zusammenlegen mit dem damaligen Studiochor des Evangeliums-Rundfunks in den Jubilate-Chor unter der Leitung von Wilfried Mann auf. 

## Diskografie
(Alle Tonträger im Verlag Gerth Medien)

### Single
| Jahr | Titel                               | Einzeltitel | Einzeltitel | Anmerkungen                                        |
| Jahr | Titel                               | Seite A | Seite B | Anmerkungen                                        |
| ---- | ----------------------------------- | --- | --- | -------------------------------------------------- |
| 19?? | Nun ruhen alle Wälder               | - Nun ruhen alle Wälder (Solistin: Doris Loh) - Mit meinem Gott geh ich zur Ruh                                                  | - Still der Tag zu Ende geht (Solistin: Doris Loh) - Goldne Abendsonne (Solistin: Doris Loh)                                                                          |                                                    |
| 19?? | Wir singen von Freude               | - Ich freu mich in dem Herren - Wir singen von Freude (mit: Henner Gladen) - Herr, ich danke dir von Herzen (mit: Henner Gladen) | - Freunde der Welt (mit: Henner Gladen) - Er kann alles (mit: Henner Gladen)                                                                                          | Single in Zusammenarbeit mit Henner Gladen         |
| 19?? | Weihnacht kehret wieder             | - Weihnacht kehret wieder | |                                                    |
| 19?? | Kommt und lasst uns Christum ehren  | - Wie schön leuchtet der Morgenstern Margret Birkenfeld; Peter van Woerden - Herbei, o ihr Gläubigen (Solist: Heinz Bösche)      | - Kommt und lasst uns Christum ehren Margret Birkenfeld; Peter van Woerden - Horch, horch, was ziehn durch die schweigende Welt (Solisten: Doris Loh; Martin Gerhard) |                                                    |
| 19?? |                                     | - Einstens las ich von einer Stadt Salem (Solist: Martin Gerhard)                                                                | - Beglückend ist durch deine Liebe (Solistin: Doris Loh) - Wir danken dir, Herr Jesus                                                                                 |                                                    |
| 1974 | Ach bleib bei uns, Herr Jesu Christ | - Du meine Seele, singe (Solist: Wilfried Mann)                                                                                  | - Ach bleib bei uns, Herr Jesu Christ | Single-Auskopplung aus Album Du meine Seele, singe |
| 19?? | Gott hört Gebet                     | - Gott hört Gebet (Solistin: Doris Loh) - O bleib mir immer nahe (Solistin: Doris Loh)                                           | - O wag es, ganz dem Herrn zu trauen (Solistin: Doris Loh) - O du mein Heil und Trost                                                                                 |                                                    |
| 19?? | Ich bete an die Macht der Liebe     | - Ich bete an die Macht der Liebe (Solistin: Doris Loh)                                                                          | - So nimm denn meine Hände (Solist: Martin Gerhard) - Ach bleib mit deiner Gnade (Terzett aus Wetzlarer Evangeliumschor)                                              |                                                    |
| 19?? | Jauchzt und jubelt Gott, dem Herrn! | - Du kommst nicht im Leben an Jesus vorbei                                                                                       | - Jauchzt und jubelt Gott, dem Herrn |                                                    |
| 19?? | Jesus lässt dich nie allein         | - Wir haben eine Hoffnung - Wir fragen nicht, wo kommst du her                                                                   | - So send ich euch - Jesus lässt dich nie allein |                                                    |
| 19?? | Kommet herzu                        | - Kommet herzu (Solistin: Doris Loh)                                                                                             | - Gott ist gegenwärtig (Solist: Wilfried Mann) |                                                    |
| 1969 |                                     | - Das ist ein köstliches Ding | - Ich will dich erhöhen, mein Gott (Cantate-Quartett) |                                                    |
| 19?? | Folge mir nach                      | - Folge mir nach | - Gnade, die Jesus uns zugewandt |                                                    |
| 19?? |                                     | - O Haupt voll Blut und Wunden                                                                                                   | - Gelobt sei Gott im höchsten Thron |                                                    |
| 19?? |                                     | - Dich Herr, heut wir loben | - Brich mir das Lebensbrot |                                                    |
| 19?? |                                     | - Bringt sie herein - Beleb dein Werk, o Herr                                                                                    | - Hast du Jesu Ruf vernommen - Auf, denn die Nacht wird kommen |                                                    |
| 19?? |                                     | - Du bist gemeint (Solistin: Doris Loh) - Ich habe fern von Gott gelebt (Solistin: Doris Loh)                                    | - Du kannst dein Heil nicht selber schaffen (Solist: Wilfried Mann) - Herr, du hast Großes an uns hier getan (Solist: Wilfried Mann)                                  |                                                    |

### LPs
| Jahr | Titel                                                             | Solisten sowie weitere Mitwirkende                                                                                         |
| ---- | ----------------------------------------------------------------- | --- |
| 1972 | Machet die Tore weit                                              | Christiane; Doris Loh; Ria Deppert; Martin Gerhard; Ulrich Brück; Heinz Bösche; Wetzlarer Kinderchor; Wetzlarer Studiochor |
| 1972 | Und fragst du die Wolken                                          | Ria Deppert; Eschenauer Terzett; Wetzlarer Mädchenchor; Wetzlarer Studiochor                                               |
| 1974 | Du meine Seele, singe                                             | Doris Loh; Wilfried Mann; Ulrich Brück; Manfred Siebald                                                                    |
| 1974 | Freue dich Welt                                                   | Doris Loh; Christel Menzel-Schrebkowski; Ulrich Brück; Heinz Bösche; Anka & Christa                                        |
| 197? | Einen Freund hab ich in Jesus                                     | Wetzlarer Mädchenchor; Wolfgang Schulze; Anka & Christa; Wetzlarer Kinderchor; Doris Loh; Ulrich Brück                     |
| 197? | Der Tod ist verschlungen in den Sieg                              | Wilfried Mann; Wetzlarer Jugendchor                                                                                        |
| 1977 | Ich singe dir mit Herz und Mund                                   | Christa Haag; Doris Loh; Wilfried Mann; Wetzlarer Jugendchor; Männerchor Mettmann                                          |
| 1977 | Angst ohne Ausweg Gerhard Bergmann spricht, Wilfried Reuter singt | Wilfried Reuter |

### Kompilationen
| Jahr | Titel                                  | Label           | Anmerkungen |
| ---- | -------------------------------------- | --------------- | --- |
| 1983 | Kommt und lasst uns Christum ehren     | S+G             | Zusammenstellung von Zweitverwertungstitel aus diversen Singles und Alben sowie 2 Instrumental-Remixe in Erstveröffentlichung |
| 2000 | Rückblick 2: Wetzlarer Evangeliumschor | Schulte & Gerth | Zusammenstellung von Zweitverwertungstitel aus diversen vorangegangenen Veröffentlichungen                                    |

### Sampler
Aufnahmen des Wetzlarer Evangeliumschores aus seinen Singles oder LPs in Konzeptalben wiederverwertet:
| Jahr | Titel                                                                      | Anmerkungen                                            |
| ---- | -------------------------------------------------------------------------- | ------------------------------------------------------ |
| 197? | Großer Gott, wir loben dich Frohe Botschaft im Lied                        |                                                        |
| 197? | Der Heiland ist geboren                                                    |                                                        |
| 197? | Sag alles Jesus                                                            |                                                        |
| 197? | Vom Zweifel zur Gewissheit Gerhard Bergmann spricht, Wilfried Reuter singt |                                                        |
| 197? | Gute Nachricht – Jesus befreit Ansprachen von Richard Kriese               |                                                        |
| 197? | Und er zog seine Straße fröhlich Ansprachen von Paul Deitenbeck            |                                                        |
| 197? | Evergreens                                                                 |                                                        |
| 197? | Große Jubiläumsplatte: 30 Jahre HSW                                        |                                                        |
| 1983 | Das ist mein Lied Prominente und ihr Lieblingskirchenlied                  |                                                        |
| 1987 | Das ist mein Lied 2 Prominente und ihr Lieblingskirchenlied                |                                                        |
| 1987 | Stern, auf den ich schaue Erwecklicke Lieder                               |                                                        |
| 1987 | Die schönsten Choräle von Paul Gerhardt                                    | Spätere Auflagen unter Ich singe dir mit Herz und Mund |
| 1992 | Still ist die Nacht Die schönsten Weihnachtslieder von Margret Birkenfeld  |                                                        |
| 1992 | Großer Gott, wir loben dich Die schönsten Choräle                          |                                                        |

### Gastauftritte
| Jahr | Titel                              | Künstler                     | Art    |
| ---- | ---------------------------------- | ---------------------------- | ------ |
| 197? | Anka & Christa                     | Anka & Christa               | Single |
| 197? | Mehr lieben möcht ich dich         | Kurt Volz                    | Single |
| 197? | Der Weg war oft so einsam          | Christel Menzel-Schrebkowski | Single |
| 197? | Brausende Wogen                    | Heinz Gregel                 | Single |
| 197? | Wie sehr hat Gott die Welt geliebt | Elsa & Ernst August Eicker   | Single |
| 197? | Herr, wir loben deine Gnade        | Heinz Bösche                 | LP     |
| 197? | Meine liebsten Lieder              | Wilfried Reuter              | LP     |
| 1976 | Was willst du mehr?                | Doris Loh                    | LP     |
| 1977 | Groß ist dein Name                 | Wilfried Mann                | LP     |